# Kamil Kruk
Kamil Kruk (ur. 13 marca 2000 w Drezdenku) – polski piłkarz grający na pozycji obrońcy.
7 stycznia 2024 podpisał kontrakt z Motorem Lublin. 26 maja 2025 klub poinformował, że kontrakt z zawodnikiem nie zostanie przedłużony. 4 lipca 2025 został zawodnikiem Górnika Łęczna.